# Єкельчик Юрій Ізраїльович
Єкельчик Юрій Ізраїльович (*18 вересня 1907, Мінськ — †19 квітня 1956, Москва) — радянський кінооператор.

## Біографія
Народився в Мінську, Білорусь. Навчався на операторському відділенні Одеського кінотехнікуму, згодом реорганізованого в інститут, закінчив його у 1931 році і до кінця 1940-х років працював на Київській кіностудії.
У роботі спочатку спирався на досвід вже відомих на 30-ті та 40-ві роки операторів Е. Тіссе, А. Москвина, А. Головні. На зйомках фільму «Іван» працював разом з Д. Демуцьким та М. Глідером. Простота високого мистецтва, осягнення на практиці його законів — ось це було головним операторським університетом для Єкельчика у роботі з Демуцьким. Остаточно операторський метод Єкельчика був сформований у роботі з А. Роомом, О. Довженком та  І. Савченком.
Перший з радянських операторів здійснив експериментальні широкоекранні зйомки.
Після війни працював на «Мосфільмі». Входив у п'ятірку найкращих радянських операторів 1930—1950-х рр.
Помер 19 квітня 1956 року у Москві.

## Операторські роботи
- 1931 — «Останній каталь»
- 1932 — «Іван» разом з Д. Демуцьким та М. Глідером
- 1934 — «Велика гра»
- 1934 — «Кришталевий палац»
- 1935 — «Суворий юнак»
- 1939 — «Щорс»
- 1940 — «Визволення» (документальний)
- 1941 — «Богдан Хмельницький»
- 1942 — «Квартал № 14» («Бойовий кінозбірник № 9»)
- 1942 — «Левко»
- 1942 — «Партизани в степах України»
- 1944 — «Весілля»
- 1947 — «Весна»
- 1949 — «Сталінградська битва» (у співавт.)
- 1951 — «Прощавай, Америко!»
- 1952 — «Ревізор»
- 1954 — «Ми з вами десь зустрічались»
- 1955 — «Перший ешелон»

## Нагороди та премії
- 1942: Сталінська премія першого ступеня — за зйомки фільму «Богдан Хмельницький»
- 1950: Сталінська премія першого ступеня — за зйомки фільму «Сталінградська битва»